# 絕對貧窮
絕對貧窮是由香港扶貧委員會所界定的一種貧窮層級。
絕對貧窮，又名赤貧。

## 定義
沒有足夠資源負擔若干被認定是維持生計必不可少的物品及服務的人士。

## 缺點
- 只集中量度人的實際需要，而忽視一個人在社會上生活的需要。
- 沒有絕對可觀的標準界定哪些物品必不可少。

## 外部連結
- 扶貧委員會 （页面存档备份，存于）（繁體中文）